# Helen Chenoweth-Hage
Helen Margaret Chenoweth-Hage, nata Palmer (Topeka, 27 gennaio 1938 – Tonopah, 2 ottobre 2006), è stata una politica statunitense.

## Biografia
Dopo l'infanzia trascorsa in una fattoria, Helen sposò Nick Chenoweth, dal quale ebbe due figli. Dopo il divorzio dal marito nel 1975, intraprese l'attività politica, fino a candidarsi (per il Partito Repubblicano) alla Camera dei Rappresentanti nel 1994. Riuscì a vincere le elezioni battendo il rappresentante in carica e promise di non superare i tre mandati per la carica di rappresentante al Congresso per lo Stato dell'Idaho. Effettivamente mantenne la sua parola, dichiarando il suo ritiro nel 2001.
Si trasferì in un ranch in Nevada dopo il matrimonio con Wayne Hage e insieme a lui continuò l'attività politica scrivendo a proposito del tema del diritto di proprietà.
Nel 2006, mentre era in auto con la nuora e il nipotino, venne coinvolta in un incidente e, non portando la cintura di sicurezza, fu sbalzata fuori dall'abitacolo. Lei morì, mentre gli altri due passeggeri rimasero solo feriti leggermente.